# Roger Money-Kyrle
Roger Earle Money-Kyrle (Hertfordshire, 31 gennaio 1898 – Londra, 1980) è stato uno psicoanalista britannico di scuola kleiniana.

## Biografia
Quarto ed ultimo figlio di una classica famiglia della medio-alta borghesia londinese, il padre è un maggiore dell'esercito britannico, poco prima della sua nascita, avvenuta a Hertfordshire, Londra, la famiglia fu colpita dalla perdita di un figlio, morto all'età di quattro anni perché affetto da spina bifida.
All'età di dieci anni rimane orfano di padre e la madre, Florence Cecilia Smith-Bosanquet (1860-1930), pur essendo una donna ancora giovane preferisce non risposarsi per dedicarsi completamente ai tre figli.
La salute del giovane Money-Kyrle è piuttosto cagionevole e questo si ripercuote sui suoi studi e il suo livello d'istruzione piuttosto mediocre se paragonato a quello dei suoi compagni.
Anche la sua ammissione presso il prestigioso collegio di Heaton, per intraprendere gli studi superiori, non migliora il suo mediocre bagaglio culturale che però non gli impedisce di avere un'ottima performance sugli studi di carattere scientifico, tale da meritare un premio per la fisica, materia nella quale il giovane eccelle e che lo fa sembrare destinato ad una brillante carriera in tale disciplina.
Al compimento del suo diciottesimo anno d'età, in piena Prima guerra mondiale viene chiamato alle armi ed egli si arruola nella Royal Air Force e combatte in prima linea come aviatore sul fronte francese e, in seguito all'abbattimento del suo aereo, riporta ferite che richiederanno un intero anno di cure e di convalescenza.
Al termine della guerra si congeda e riprende i suoi studi iscrivendosi al prestigiosissimo Trinity College di Cambridge dove segue i corsi di laurea in Fisica e Matematica, ma i suoi studi scientifici non durano a lungo e, stravolgendo quella che era stata la sua scelta iniziale, si iscrive al corso di laurea in Filosofia e qui si avvicina alla psicoanalisi iniziando anche un'analisi psicoanalitica con Ernst Jones; incontro, per lui, essenziale e tappa fondamentale di quel lungo percorso di conoscenza che lo accompagnerà e che svilupperà negli anni a venire.
Roger Money-Kyrle nel 1919, su consiglio di ernst Jones, si trasferisce a Vienna per continuare l'analisi con Sigmund Freud e, contemporaneamente, terminare i suoi studi accademici presso la locale Università e si laurea in Filosofia con una tesi dal titolo: Beitrage fur Wirklinckeislebre, ovvero: Contributo alla teoria della realtà.
Dopo la laurea in Filosofia, Roger Money – Kyrle, ritorna in Inghilterra dove consegue un ulteriore dottorato in filosofia, presso l'University College di Londra, avendo come relatore il Professore Fluegel e dissertando una tesi intitolata The meaning of Sacrificie (Il significato del Sacrificio - 1929) che lui stesso considera come il suo primo lavoro di carattere prettamente psicoanalitico e che gli valse la nomina a membro della Royal Anthropological Institute a cui subito dopo segue l'elezione a membro associato del British Psyco-Analytical Institute, quest'ultima caldamente appoggiata da Ernest Jones.
Nel 1936 ha, insieme alla moglie, un grave incidente automobilistico che lo costringe ad un forzato ricovero ospedaliero; in tale periodo su consiglio di John Rickman, allievo di Melanie Klein e membro della British Psychoanalytical Society, incomincia ad intraprendere un'analisi didattica con la Klein.
L'analisi intrapresa da Roger Money-Kyrle con Melanie Klein non si interrompe nel 1939 con lo scoppio della seconda guerra mondiale in cui egli viene richiamato al servizio militare presso il Ministero dell'Aeronautica con compiti, si suppone, sulla base della sua posizione professionale, di tipo esclusivamente amministrativo e di reclutamento di nuove leve.
Al termine della guerra (1945), a seguito del compito, che si dettero le potenze alleate, quantomeno di quelle occidentali, di elaborare un metodo di valutazione nei confronti di una classe intellettuale tedesca, che si doveva affermare alla guida politica di una nazione, che non doveva più avere in sé alcun germe di autoritarismo, fanatismo e razzismo ideologico; a tal fine si istituisce una speciale commissione: la German Personnel Research Branch (“GPRB”) creata da Henry Dicks, famoso neuropsichiatra dell'epoca celebre per essere stato colui al quale le autorità militari britanniche affidarono lo studio della psiche di Rudolf Hess, il gerarca nazista che si consegnò alle autorità inglesi prospettando ipotesi di accordi di pace, a quell'epoca completamente impensabili. Di questa speciale commissione fa parte a pieno titolo Money-Kyrle che accetta di parteciparvi nonostante il parere contrario di Melanie Klein. Questa contrarietà non risulta essere ben specificata, si può supporre che nella studiosa vi fosse l'intrinseca certezza di una completa inutilità di tale commissione, prevalendo forse in lei, donna di cultura ebraica e memore delle angoscianti traversie che avevano portato la popolazione ebraica al quasi completo genocidio, che il popolo tedesco non poteva più avere la possibilità di ritornare un giorno ad essere nazione alla pari delle altre.
Al termine di questa esperienza, durata circa sei mesi, Money-Kyrle ritorna in Inghilterra riprendendo le sedute psicoanalitiche con la Klein anche se non più in modo costante e solo per pochi mesi.
Con il suo ritorno a Londra inizia, si potrebbe dire, a tempo pieno, il lavoro di psicoanalista e di saggista, lavoro che lo porterà alla pubblicazione dell'opera Psicoanalisi e politica e di un altro suo fondamentale saggio, che vedrà la luce nel 1961, dal titolo Man's Picture of His World - All'origine della nostra immagine del mondo, in cui esamina, apportandovi suoi incisivi contributi, le teorie kleiniane e le sue applicazioni verso fenomeni culturali e sociali abitualmente attinenti alla filosofia ed alla sociologia.
Gli anni che vanno dal 1961 al 1980 vedono Roger Money-Kyrle impegnato nel ruolo di psicoanalista e saggista sviluppando, sempre maggiormente, il lavoro psicoanalitico di Melanie Klein che per lui diventa sempre più il suo punto di riferimento. Non tralascia le sue ricerche nel campo sociologico ed antropologico; anche nel campo filosofico continua i suoi studi raffrontandosi con grandi filosofi dell'epoca, quali: Bertrand Russel (1872-1970) e Theodor Adorno (1903-1969), con i quali disserta nel campo filosofico-politico anche se da posizioni differenti, essendo un ardente fautore della democrazia liberale anglosassone che si contrapponeva al pacifismo, al soggettivismo etico ed al socialismo, anche se molto critico rispetto a quello reale, da parte di Russel ed al concetto dei processi di massificazione, di alienazione, di rassegnazione e di auto-mistificazione che per il secondo indica che i comportamenti ed i valori degli individui sono incanalati da forme di persuasione che sottraggono, agli stessi, in maniera sempre più crescente, le aree destinate al loro "privato".
La morte coglie Roger Money-Kyrle a Londra all'età di 82 anni circondato dalla fama di essere stato uno degli analisti più quotati nel campo internazionale, con pregevoli lavori, sia teorici che clinici, nel campo della psicoanalisi, dell'antropologia e della filosofia e per essere stato uno dei maggiori post-kleiniani.

## Scritti di Roger Money-Kyrle
- (1929), The meaning of Sacrifice
- (1951), Psicoanalisi e politica
- (1961), Man's Picture of His World
- (1978), Scritti 1927-1977